# Dubňany
Dubňany (niem. Dubnan) − miasto w Czechach, w kraju południowomorawskim, w  powiecie Hodonin. Według danych z 31 grudnia 2003 powierzchnia miasta wynosiła 2 257 ha, a liczba jego mieszkańców 6 649 osób.

## Demografia
| Rok             | 1970  | 1980  | 1991  | 2001  | 2003  |
| --------------- | ----- | ----- | ----- | ----- | ----- |
| Liczba ludności | 6 784 | 6 912 | 6 512 | 6 661 | 6 649 |

Źródło: Czeski Urząd Statystyczny
W miejscowości jest przystanek kolejowy Dubňany.